# Le Tigre et le Président
Pour plus de détails, voir Fiche technique et Distribution.
Le Tigre et le Président est un film franco-belge réalisé par Jean-Marc Peyrefitte et sorti en 2022.
André Dussollier et Jacques Gamblin y incarnent respectivement Georges Clemenceau et Paul Deschanel, alors que ce dernier vient de remporter l'élection présidentielle de 1920.

## Synopsis
En janvier 1920, Paul Deschanel, un homme politique français peu connu du grand public, remporte l'élection présidentielle face à Georges Clemenceau, président du Conseil depuis 1917 et considéré comme le « Père la Victoire » de la Grande Guerre.
Clemenceau, qui était pourtant le grand favori du scrutin notamment après la victoire du Bloc national aux élections législatives de 1919, est très marqué par cette défaite face à Deschanel, un idéaliste voulant changer le pays. Mais, un jour, Deschanel chute d'un train et disparaît. Tout le pays est alors sans nouvelles de son président, ce qui tombe à point nommé pour Clemenceau.

## Fiche technique
Sauf indication contraire, les informations mentionnées dans cette section peuvent être confirmées par la base de données cinématographiques IMDb,  présente dans la section « Liens externes ».
- Titre original : Le Tigre et le Président
- Réalisation : Jean-Marc Peyrefitte
- Scénario : Jean-Marc Peyrefitte et Marc Syrigas
- Musique : Mathieu Lamboley
- Décors : Jérémie Duchier
- Costumes : Isabelle Mathieu
- Photographie : Lubomir Bakchev
- Conseiller technique et artistique : Christophe Duthuron
- Montage : Florent Vassault
- Production : Camille Gentet, Tancrède Ramonet et Jérémy Zelnik
  - Coproducteurs : Valérie Berlemont, Philippe Logie et Benoit Roland
- Sociétés de production : Pan-Européenne et Dibona Films 
  - coproduit par Orange Studio, Tandem, Flamme Films, Temps Noir, Wrong Men North, Proximus, Voo, BeTV, Belga Productions ;
  - avec la participation de Canal+ et Ciné+ ; avec le soutien des régions Île-de-France et Pays de la Loire, du CNC, du Tax shelter du Gouvernement Fédéral Belge ;
  - en association avec Cinémage 16, Cinéventure 7, Cofimage 33, La Banque Postale Image 15, Palatine Étoile 19 et Indéfilms 10
- Sociétés de distribution : Tandem / Orange Studio (France)
- Budget : n/a
- Pays de production :  France,  Belgique
- Langue originale : français
- Format : couleur
- Genre : comédie historique
- Durée : 98 minutes
- Date de sortie[1] :
  - France : 7 septembre 2022

## Distribution
Sauf indication contraire, les informations mentionnées dans cette section peuvent être confirmées par la base de données cinématographiques Allociné,  présente dans la section « Liens externes ».
- Jacques Gamblin : Paul Deschanel
- André Dussollier : Georges Clemenceau
- Christian Hecq : Alexandre Millerand
- Anna Mouglalis : Ariane
- Cyril Couton : Georges Leygues
- Astrid Whettnall : Germaine Deschanel
- Lola Naymark : Jeanne, belle-fille du couple Radeau
- Laura Benson : Rose Caron, compagne de Clemenceau
- Marie-Elisabeth Cornet : Madame Radeau
- Patrick d'Assumçao : Monsieur Radeau
- Alexandre von Sivers : Émile Deschanel
- Olivier Claverie : Raymond Poincaré
- Ivan Herbez : Secrétaire militaire
- Ricky Tribord : le cameraman
- Olivier Cruveiller et Arturo Giusi : députés
- Christophe Canard : médecin
- Loïc Legendre : journaliste
- Frédéric Épaud : soldat à l'inauguration de la statue
- Maxime d'Aboville : le peintre
- Christophe Duthuron : gendarme
- Jean-Marc Peyrefitte : Voix commentateur des actualités/un gendarme
- Richard Lakatos : Le ministre de l'intérieur, Théodore Steeg

## Production

### Genèse et développement
Le début de l'aventure commence peu de temps avant la Guerre d'Algérie. Le père de Jean-Marc Peyrefitte est sévèrement blessé, au point de devenir une gueule cassée. Quand il était petit, Jean-Marc Peyrefitte accompagnait son père en visite à ses camarades dans le château de Moussy-le-Vieux, propriété de l'Union des Blessés de la Face. C'est là qu'il découvre pour la première fois l'existence de Paul Deschanel, à travers un buste. Lorsqu'il demandait qui était ce personnage, les résidents pouffaient de rire. C'est à cette époque qu'un mélange d'amusement et de fascination pour l'ancien Président naquit dans l'esprit du futur réalisateur. C'est en se renseignant sur lui que Jean-Marc Peyrefitte découvrit un homme « bien plus intéressant que le ridicule dont on l'avait affublé avec sa chute du train ».
Dans le film, bien que le scénario prenne des libertés avec la réalité, les morceaux de discours de Deschanel sont authentiques, le réalisateur ayant feuilleté plusieurs milliers de pages d'une quinzaine d'ouvrages sur le Président Deschanel.

### Tournage
Le tournage a lieu à l'été 2021. Il se déroule à Nantes (notamment sa préfecture) et ses alentours. L'équipe tourne également en Vendée à Saint-Vincent-sur-Jard dans la véritable maison de Georges Clemenceau. Le tournage se poursuit à Paris (palais de l'Élysée, Quai d'Orsay, ...), Versailles (salle du Congrès du château), puis à Sablé-sur-Sarthe dans la maison du garde-barrière.
Les prises de vues s'achèvent le 31 juillet 2021.

### Autour du film
Anna Mouglalis et Astrid Whettnall se retrouvent à l'écran après la série Baron Noir.

## Accueil

### Critique
En France, le site Allociné propose une moyenne de 3,1⁄5, après avoir recensé 21 critiques de presse.
Si la presse est pour sa majorité positive à l'égard du long-métrage, elle reste toutefois coupée en deux, entre ceux qui reviennent de leur séance avec un large sourire, et ceux qui regrettent d'y être allé.
Une partie de la critique salue la prestation de Jacques Gamblin dans le rôle du Président Deschanel. Ainsi, la critique de 20 Minutes parle d'un film qui met « l’accent sur la prestation de Jacques Gamblin qui fait découvrir à quel point les idées du Président Deschanel étaient visionnaires. André Dussollier lui donne brillamment la réplique dans le rôle de Clémenceau. ». Pour la critique de LCI, « Le costume de ce personnage étonnant [Deschanel] semble avoir été taillé sur mesure pour Jacques Gamblin.(...) il livre l’une des plus belles performances de sa riche carrière ».
Rendant hommage aux prestations des différents acteurs et actrices du film, mais également aux décors, la critique du site aVoir-aLire retient également du film une « épopée plus humaine que politique qui pourrait redonner le goût de l’Histoire à ceux qui l’avaient perdu. ».
Dans des critiques plus négatives, on peut citer celle de L'Obs qui trouve « dommage d’avoir tiré, de ce sujet passionnant, une comédie boulevardière à la Feydeau ». Pour Les Fiches du cinéma, il s'agit là d'une comédie maligne mais trop resserrée autour de son duo d'acteurs. Pour Le Parisien, le long-métrage de comédie offre un bon divertissement avec des propos intéressants de la part de ce président oublié. Néanmoins, les visées du film « ne sont pas développées, tout se brouille dans des mots d’auteurs faits pour résonner avec l’époque actuelle et des performances d’acteur ».
Dans ces critiques négatives, on peut également citer celle de Télérama qui donne un bon résumé des points d'accrochage à l'encontre du film, dont ces quelques mots : « guidés par le souci d’honorer la mémoire de ce perdant excentrique, les scénaristes ont le mérite de révéler une page méconnue d’histoire, tout en s’accordant des libertés. C’est un atout mais aussi un handicap : entre le réalisme et la fantaisie surréaliste, cette comédie a du mal à s’épanouir, souffrant d’un manque de densité narrative comme d’audace poétique ». La critique de Première est dans le même état d'esprit. Le réalisateur navigue entre le drame d'un côté, et la comédie burlesque, de l'autre. « Du coup, son film flotte, ses comédiens paraissent souvent laissés à l’abandon, en dépit du plaisir gourmand qu’ils ont d’évidence à croiser le fer. ».

### Box-office
Pour son premier jour d'exploitation en France, Le Tigre et le Président réalise 17 272 entrées dont 6 524 en avant-première, pour 444 copies. Ces chiffres lui permettent de figurer en quatrième position du box-office des nouveautés de la semaine, derrière Revoir Paris (24 752) et devant Tout le monde aime Jeanne (11 031). Au bout d'une semaine d'exploitation, la comédie historique se positionne cinquième du box-office avec 75 369 entrées derrière Everything Everywhere All at Once (76 098) et devant Bullet Train (71 285).
| Pays ou région | Box-office      | Date d'arrêt du box-office | Nombre de semaines |
| -------------- | --------------- | -------------------------- | ------------------ |
| France         | 184 890 entrées | 18 octobre 2022            | 6                  |
| Total mondial  | - $             | -                          | -                  |

### Controverse
Au moment de la sortie du film dans les salles obscures, la Société des Amis de Georges Clémenceau a publié un communiqué dans le journal local Le Reporter Sablais. La Société et son président (Guy Wormser) font état de leur indignation quant aux nombreuses libertés prises par le réalisateur Jean-Marc Peyrefitte. Pour eux, le film s'inscrirait dans une forme de réhabilitation de Paul Deschanel - « et pourquoi pas ? », et pour ce faire aurait besoin d'un méchant pour valoriser le Président.

« L’invention d’un « méchant » pour y parvenir serait sans conséquences si c’était un personnage fictif.
Mais s’agissant d’un grand homme de notre Histoire, dont il n’est certes pas question de faire un saint de vitrail mais qui figure au plus haut de la fierté nationale, le traîner ainsi dans la boue est une mauvaise action. »

— Guy Wormser
Près de trois semaines plus tard, l'écrivain et historien Bruno Fuligni reprend l'essentiel de l'argumentation et critique lui aussi une vision à charge et trompeuse du Tigre. Quelques jours plus tard, le réalisateur du film écrit une tribune afin de justifier les incohérences et erreurs historiques du film. Il invoque par exemple le format du film (98 min) qui couvre une période longue, notamment pour les idées de Paul Deschanel : dans le film, les idées viennent à l'occasion de l'écriture de son discours, alors que historiquement c'est tout au long de sa carrière politique que ses idées ont été développées. Le réalisateur se justifie également sous le prisme de la liberté de création :

« Le film est présenté comme une comédie, une fantaisie historique et non comme un documentaire, car, j’ai fait un travail de réalisateur de fiction et non d’historien, et qu’à ce titre, OUI, j’ai inventé, et ne m’en cache pas. »

— Jean-Marc Peyrefitte

## Distinction
- Festival du film francophone d'Angoulême 2022 : avant-première[22].